# Carmen Lyra
María Isabel Carvajal Quesada, mer känd under pseudonymen Carmen Lyra, född 15 januari 1887 i San José, död 14 maj 1949 i Mexiko, var en costaricansk författare, pedagog och kommunistisk politiker. Hon kritiserade bland annat fruktföretagens dominans i landet. 1948 tvingades hon till politisk asyl i Mexiko.
Hon tilldelades titeln Benemérita de la Cultura Nacional 1976. Hon är avbildad på den 20 000-colones-sedel som började tryckas 2010.

## Verk
- En una silla de ruedas (1918)
- Cuentos de mi tía Panchita (1920) – pocketversion (2000) Editorial Costa Rica, ISBN 9977-23-135-4